# Werner Sesselmeier
Werner Sesselmeier (* 18. Dezember 1960 in Straubing) ist ein deutscher Ökonom und Professor für Volkswirtschaftslehre an der Universität Koblenz-Landau, Campus Landau (seit 2023: Rheinland-Pfälzische Technische Universität Kaiserslautern-Landau).

## Leben
Sesselmeier studierte von 1982 bis 1988 Volkswirtschaftslehre an der Universität Regensburg, wo er als Dr. rer. pol. seinen Doktortitel erhielt. Er habilitierte sich bei Bert Rürup und wurde im Jahr 2004 an der Technischen Hochschule Darmstadt zum außerplanmäßigen Professor für Finanz- und Wirtschaftspolitik ernannt. Er vertrat vom November 2004 bis März 2006 den Lehrstuhl für Wirtschaftswissenschaften an der Universität Koblenz-Landau (Campus Landau), auf den er seit SS 2006 als ordentlicher Universitätsprofessor für Wirtschaftswissenschaften berufen wurde.

## Forschungsschwerpunkte
Seine Interessen und Forschungsschwerpunkte befassen sich mit der Arbeitsmarkttheorie und -politik, den Auswirkungen von Migration und demographischem Wandel auf die soziale Sicherung, die Möglichkeiten und Implikationen einer Verzahnung von Steuer- und Sozialsystem, die Beschäftigungswirkungen des Steuer- und Transfersystems und Sozial- und Beschäftigungspolitische Implikationen der EWU.
Sesselmeier ist Mitglied im Wissenschaftlichen Beirat des Netzwerk Grundeinkommen, der deutschen Organisation im Basic Income Earth Network (BIEN) für ein Bedingungsloses Grundeinkommen.

## Publikationen
- zusammen mit Kilian Bizer: Reformprojekt D. Wie wir die Zukunft gestalten können, Darmstadt 2004.
- Soziale Inklusion in Europa: Gemeinsamkeiten, Unterschiede, Schlussfolgerungen, Düsseldorf 2008.
- zusammen mit Lothar Funk und Bernd Waas: Arbeitsmarkttheorien. Eine ökonomisch-juristische Einführung, 3. vollständig überarbeitete und erweiterte Neuausgabe, Heidelberg 2010.